# Viscount of Dundee

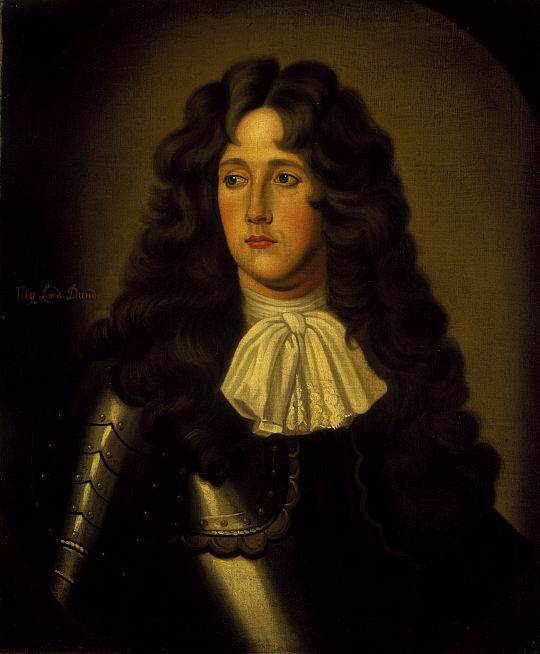
John Graham, 1. Viscount of Dundee

Viscount of Dundee war ein erblicher britischer Adelstitel in der Peerage of Scotland, der nach der Stadt Dundee benannt war.
Der Titel wurde am 12. November 1688 von König Jakob VII. für den Heerführer John Graham, 7. Laird of Claverhouse, genannt „Bonnie Dundee“, geschaffen. Zusammen mit dem Viscounttitel wurde ihm der nachgeordnete Titel Lord Graham(e) of Claverhouse verliehen, ebenfalls in der Peerage of Scotland.
Der 1. Viscount war der militärische Anführer des Jakobitenaufstands 1689 fiel aber am 27. Juli 1689 in der siegreichen Schlacht von Killiecrankie. Die Titel fielen zunächst an seinen erst im April 1689 geborenen Sohn als 2. Viscount, der bereits im Dezember 1689 starb. Die Titel fielen daraufhin an seinen Bruder, der ebenfalls in Killiecrankie gekämpft hatte. Diesem wurden schließlich per Dekret vom 13. Juni 1690 seine Titel und Ländereien wegen Hochverrats aberkannt und seine Ländereien eingezogen.

## Liste der Viscounts Dundee (1688)
- John Graham, 1. Viscount of Dundee († 1689)
- James Graham, 2. Viscount of Dundee († 1689)
- David Graham, 3. Viscount of Dundee († 1700) (Titel verwirkt 1690)